# Hà Thúc Du
Hà Thúc Du (chữ Hán: 何叔愉; 1881 – ?) là quan chức và cử nhân thời nhà Nguyễn.

## Tiểu sử
Hà Thúc Du sinh năm 1881 tại làng La Chử, huyện Hương Trà, phủ Thừa Thiên.
Mẫu thân tên gọi Tôn Nữ Thị Phương là con gái của võ tướng Tôn Thất Hiệp.
Năm Thành Thái thứ 18 (1906), ông đỗ cử nhân khoa thi Hương năm Bính Ngọ.
Năm 1914, ông được triều đình bổ nhiệm làm Huấn đạo. Rồi đổi làm Tri huyện vào năm 1912. Đến năm 1915 được thăng chức Tri phủ.
Năm 1919, ông được thăng chức Án sát sứ Năm 1925, triều đình thăng ông lên chức Bố chính sứ nhưng vẫn cho đảm nhận chức Án sát sứ Thanh Hóa. Năm 1926, ông sang làm Bố chính Hà Tĩnh.
Năm 1933, triều đình dùng ông làm Tham tri Bộ Lại rồi điều về giữ chức Tuần phủ Phú Yên.
Năm 1936, ông giữ chức quan cao nhất là Thượng thư hàm Trí sĩ.
Khi Khổng Đức Thành đến thăm Việt Nam Cộng hòa vào năm 1958, ông từng đến Huế thăm hỏi hai cha con Hà Thúc Du và Hà Thúc Luyện, lúc đó đang là Tỉnh trưởng Thừa Thiên kiêm Thị trưởng Huế.

## Vinh danh
- Huân chương Đại Nam Long tinh (1934)[1]
- Huân chương Hiệp sĩ Bắc Đẩu Bội tinh (1937)[1][6]

## Gia đình
- Con trai tên Hà Thúc Luyện, cựu Tỉnh trưởng Thừa Thiên và Thị trưởng Huế thời Đệ Nhất Cộng hòa.